# Kira (Film)
Kira ist ein dänischer Dogma-Film aus dem Jahr 2001. Er schildert die Geschichte einer psychisch gestörten Frau, die nach ihrer Entlassung aus der Psychiatrie Schwierigkeiten hat, sich wieder in ihre Familie einzuleben.
Das Drehbuch schrieb Ole Christian Madsen, der zusammen mit Mogens Rukov auch Regie führte. Für seine Arbeit erhielt Ole Christian Madsen 2002 den Robertpreis der dänischen Filmakademie. Die Schauspielerin Stine Stengade erhielt für ihre Rolle der Kira sowohl den Robert-Preis als auch den Bodil. Darüber hinaus wurde der Film auf den Filmfestspielen von Heidelberg und Viareggio ausgezeichnet. Alternativtitel ist Kira sieht alles. Eine Liebesgeschichte.

## Handlung
Kira kommt aus der psychiatrischen Klinik zurück und wird von ihrem Ehemann Mads, ein Architekt, der in ihrer Abwesenheit eine Affäre mit Kiras Schwester Charlotte hatte, sowie ihren zwei kleinen Söhnen empfangen.
Sie zeigt Schwierigkeiten damit, zurück in ihre alte Rolle als Ehefrau und Mutter zu finden. Sie verdächtigt das neue Kindermädchen der Familie, mit ihrem Ehemann geschlafen zu haben und wirft sie aus dem Haus. Bei einer Willkommensparty für Kira verlässt sie unvermittelt die Gesellschaft und flüchtet sich in ihr Schlafzimmer. Schließlich sucht sie ihren alten Vater auf, der Kira, Charlotte und ihre Mutter einst verlassen hatte, um sein eigenes Leben zu führen und nun mit einer jüngeren Frau zusammenlebt.
In ihrem Verhältnis mit Mads zeigt sich die Unfähigkeit der beiden, miteinander zu kommunizieren, die auch dadurch bedingt ist, dass Kira unfähig ist, einen logischen Grund für ihr manisch-depressives Verhalten zu nennen. Kira wünscht sich ein drittes Kind, um die Beziehung zu Mads zu verbessern, doch Mads lehnt ab.
Während ihre Umgebung zunehmend mit Unverständnis auf Kiras Stimmungsschwankungen und Ausbrüche reagiert, erwidert sie Mads Geständnis seiner Affäre mit Charlotte mit Gleichgültigkeit und schlägt ihm vor, sich von ihr zu trennen, weil sie für ihn eine Last bedeute. Nachdem sie auf einem Geschäftsessen in einem Hotel ihren Mann blamiert hat, kommt heraus, dass Kira vor ihrem Psychiatrieaufenthalt ein drittes Kind geboren hat, das jedoch drei Tage nach der Geburt starb.
Kira fordert Mads abermals auf, sie für Charlotte zu verlassen, damit er mit dieser glücklich werden könne, worauf Mads mit einem Wutausbruch reagiert.
Schließlich treffen Kira und Mads in der Hotellobby aufeinander, wo er sie zum Tanz auffordert. Währenddessen treffen sowohl Kiras Vater, den sie gebeten hatte, ihn abzuholen, als auch Charlotte ein, der Mads eröffnet hatte, dass er sich von Kira trennen wolle. Am Ende des Films fahren Kira und Mads jedoch gemeinsam nach Hause, während Charlotte mit dem Vater zurückbleibt.

## Produktion
Der Film wurde im Dogma-Stil gedreht. Dementsprechend fanden die Aufnahmen nicht im Studio, sondern an den Originalschauplätzen statt. Als Produktionsfirma fungierte Nimbus Film Productions.

## Kritiken
Die Kritiker der Fernsehzeitschrift TV Spielfilm werteten: ‚Kira‘ ist der 21. Dogma-Film, gedreht nach den Regeln, die eine Gruppe von Filmemachern um Lars von Trier 1995 aufstellte. Sie verzichten auf aufwändige Technik, um sich ganz auf die Schauspieler konzentrieren zu können. Das funktioniert hier hervorragend. Aber ‚Kira‘ ist ein psychischer Parforceritt, der dem Zuschauer einiges abverlangt.
Cinema schrieb: „Wie kann eine Beziehung solche Krisen überdauern?, fragt Dogma-Filmer Ole Christian Madsen […] in seinem verstörenden wie intensiven Kammerspiel. In mit nervöser Digi-Beta-Handkamera gedrehten Szenen schält er Schicht um Schicht das Innenleben seiner Protagonisten frei, um schließlich den Grund für Kiras Traurigkeit zu entschlüsseln. Und um zu zeigen, wozu Liebe fähig ist.“
H. G. Pflaum von der Süddeutschen Zeitung urteilte: Vielleicht ist mit den Regeln des Dogma-Films nichts schwieriger als gerade diese Zärtlichkeit: Zu leicht kippt die Beharrlichkeit, mit der die Kamera den Darstellern folgt und ihnen immer wieder mit Close-ups auf den Leib rückt, in kalte Penetranz um. Madsen hat mit einer Digi-Beta insgesamt 120 Stunden Material belichtet […]. Unweigerlich wächst so beim Zuschauer die Sehnsucht nach strukturierten und sorgsam ausgeleuchteten Bildern und nach mit Bedacht geschriebenen Dialogen – an Stelle der Allgemeinplätze, denen die furiosen schauspielerischen Leistungen eine Bedeutung verleihen, die ihnen nicht zukommt.
Bei der New York Times meinte Steven Holden: „Zu Beginn wirkt Kiras Grund (Anm: engl. Titel: Kira’s Reason) […] wie eine von Ingmar Bergman inspirierte Studie über spirituelle Ängste und Dämonen, die in den dunklen Ecken einer scheinbar idyllischen bürgerlichen Existenz lauern. Aber anstatt sich weiter in eine metaphysische Richtung zu bewegen nimmt der Film eine scharfe Wendung und verweilt im eigenen Schmerz. […] Schließlich führt der Film, der zu Beginn viel mehr versprochen hat, die losen psychologischen Fäden in einer banalen Art und Weise zusammen, die an Küchenpsychologie erinnert.“

## Auszeichnungen
- Prize of the Ecumenical Jury of the International Filmfestival Mannheim-Heidelberg (2001) für Kira's Reason: A Love Story
- Robert für Regisseur Ole Christian Madsen (2002)
- Bodil und Robert für Hauptdarstellerin Stine Stengade (2002)